# Mesosoma
Il mesosoma è un'invaginazione della membrana citoplasmatica di notevoli dimensioni, di forma irregolare. I mesosomi sono abbondanti e voluminosi soprattutto nei batteri gram-positivi. 
Negli anni '60 si riteneva che queste invaginazioni fossero degli organelli funzionali in grado di svolgere diverse funzioni:  
- mesosomi settali: intervengono nella divisione cellulare e tengono legato il cromosoma batterico facilitando la separazione dei due filamenti di DNA e la produzione del setto trasverso (che appare nel processo di divisione della cellula in due cellule figlie)
- mesosomi respiratori: contengono la maggior parte dei citocromi e degli enzimi respiratori
- mesosomi biosintetici: contengono enzimi che intervengono nella sintesi dei componenti della parete.
- mesosomi fotosintetici
- mesosomi sporali: essenziali per la formazione dell'endospora

Già negli anni '70 però si scoprì che questi presunti organelli altro non erano che artefatti dovuti alla fissazione delle cellule durante la fase preparatoria all'analisi al microscopio. Nei campioni che anziché essere fissati venivano congelati tali strutture non erano presenti. 
La presenza di attività enzimatiche nei mesosomi lascia però immaginare che le aree della membrana più sensibili a questi artefatti svolgano un importante ruolo nelle attività biochimiche cellulari. 